# Walter Maddenbrook
Walter Maddenbrook je izmišljeni lik iz stripa Zagor.

## Biografija lika
Walter je jedini sin pukovnika Maddenbrooka, časnika američke vojske koji zapovjeda utvrdom Bravery, zabačenoj na granici s indijanskim područjem. Kako su svi muški članovi obitelji bili veliki vojnici, od Waltera se očekivalo da i on pristupi vojsci, iako nije namjeravao. 

### Vojna služba
Nakon završetka vojne akademije, Walteru je dodijeljen čin poručnika i iz utvrde Barvery jer poslan na čelu 3. konjičkog odreda u borbu protiv bande buntovnih Indijanaca Shawnee, koje je predvodio Red Warrior. U borbi s Indijancima, Walterov odred je loše prošao, bio poražen, i da poniženje bude još veće, Indijanci su zarobili zastavu odreda. Po povratku u utvrdu, Walter je optužen za kukavičluk na bojnome polju i bačen u zatvor, gdje je trebao čekati vojni sud.
No Zagor je po noći provalio u zatvor i pomogao mladom Walteru da pobjegne, te su zajedno pošli indijanskim tragom. Pronašli su indijansku grupu, i Zagor se, kao Duh sa sjekirom, spektakularno pojavio pred Indijancima na vrhu brežuljka. Nimalo dojmljen time, Red Warrior je pucao u Zagora, ranivši ga, zbog čega je on pao u nesvijest.
Indijanci su krenuli da donesu Zagorovo tijelo pred Warriora, no tada je pred njih izašao Walter. Njih desetak su ga napali, ali on se, naoružan pištoljem i Zagorovom sjekirom, ogorčeno branio, te uspio ubiti sve napadače. Tada ga je napao Red Warrior, no Walter više nije imao metaka. Nakon što je nekoliko puta pogodio Waltera, Warrior se spremao zadati mu posljednji udarac kada je šumom odjeknuo Zagorov borbeni krik. Zagor se tada sukobio s Warriorom i u teškom ga dvoboju ubio. Zagor je poštedio indijanskog vrača, koji se tijekom borbe skrivao, kako bi svim Indijancima u Darkwoodu prenio priču o Zagorovoj besmrtnosti.
Nekoliko dana kasnije, u utvrdi Bravery se slavilo pobjedu nad Indijancima i povratak izgubljene zastave, a Walter je postao iznimno popularna osoba. Pukovnik Maddenbrook je smatrao da više ništa ne stoji na putu uspješnoj vojnoj karijeri njegova sina, no na najveće iznenađenje, Walter mu je predao ostavku, te nakon dva dana napustio vojsku.

### Sukob s Hagotovom sektom
Nakon napuštanja vojske, Walter se vratio na istok SAD-a te zajedno s jednim prijateljem osnovao tvornicu u Portlandu. Postao je uvažen građanin. No nije ni zaboravio oca te ga je jednog dana odlučio posjetiti. Zajedno s dvojicom prijatelja, Peterom i Tomom, krenuo je na put konjima.
Stigli su u grad Summerville i ondje čuli priču o tajanstvenoj dolini na sjeveru, dolini u kojoj nestaju ljudi. Walterovi prijatelji su poželjeli istražiti tu dolinu, i Walter, iako nesklon tome, je pošao s njima. U dolini su otkrili da dolina krije gradić Novi Salem, kojeg su utemeljili ljudi koji su 1692. pobjegli iz Salema u Massachusettsu pred progonima ljudi optuženih za vještičarenje. No njih trojica su u Novom Salemu okrili da su predci gradskih stanovnika doista bili vješci, te da su i njihovi potomci nastavili sa štovanjem demona zvanog Hagot. Stanovnici su ih zarobili, te odlučili čekati povoljan raspored zvijezda kako bi ih žrtvovali Hagotu.
U međuvremenu je Walterovo kašnjenje zabrinulo pukovnika Maddenbrooka te je on poslao poruku Zagoru da dođe u utvrdu Bravery. Ondje mu je objasnio situaciju te su Zagor i Chico pošli u potragu za Walterom.
Zagor i Chico su također došli u Summerville, te ondje saznali gdje su nestala trojica mladića. Putem su se sukobili s tajanstvenim čovjekom koji ih je pratio ali su ga u mraku izgubili. Po noći su spasili jednog dječaka, Timmyja, od dvije pume, i ubrzo se pojavila dječakova majka, ali nakon što im se brzo zahvalila, i ona je s djetetom nestala u noći. No tada su u šumi pronašli nadgrobni kamen, ispisan čudnim, nejasnim znakovima. Malo poslije, pronašli su i samo selo, Novi Salem, u potpunosti uređeno kao mjesto iz 17. stoljeća. Nisu samo kuće bile takve, i stanovnici su nosili odjeću iz 17. stoljeća.
U krčmi "Black Cat Inn" su upoznali Stevena, vođu zajednice, koji im je objasnio uzroke nastanka sela. Kada su ga zapitali o trojici nestalih mladića, on je odgovorio da su otišli iz doline prije mjesec dana. Zagor u Chico su prenoćili u krčmi i sutradan oko podneva opet susreli Stevena, koji im je trebao pokazati put prema mostu koji vodi preko potoka koja dijeli grad od divljine na zapadu. No kada je tom prilikom Steven rekao da mladići možda i nisu daleko, s obzirom na to da imaju mnogo prtljage, Zagor je shvatio da Steven laže i nešto skriva, jer su i on i Chico znali da su Walter i njegovi suputnici ostavili svu prtljagu u Summervilleu. Tada je došao jedan stanovnik i obavjestio Stevena, Zagora i Chica da je nabujala voda u potoku uništila most. Zagor je odbio ponuđeni ručak i on i Chico su se povukli u sobu gdje je objasnio Chicu da im je hrana sigurno drogirana zbog čega su tog jutra tako dugo spavali. 
Počela je padati kiša i Zagor se neprimjećen izvukao iz sela, te okrio da su stanovnic Novog Salema srušili most, a ne nabujali potok. Na povratku je pronašao i groblje, gdje su sve nadgrobne ploče bile ukrašene istim nerazumljivim znakovima koje su on i Chico vidjeli na ploči kojiu su vidjeli u šumi prije spašavanja dječaka. Vratio se neopažen u sobu te su on i Chico hinili da idu na spavanje. Usred noći su ih napala dvojica stanovnika ali Zagor ih je savladao. No Chico je bio pojeo drogiranu hranu i nastavio spavati te je Zagor prerušen krenuo prema seoskoj crkvi.  
Prije ulaska, Zagor se izdvojio iz kolone i popeo na krov crkve, gdje je u kroz prozor vidio da je unutrašnjost ukrašena crnim svijećama, slikama demona i sličnim stvarima. Tada je vidio da su na oltar položili Waltera, kojega se Steven spremao žrtvovati Hagotu. Zagor se umješao u pravo vrijeme da prekine obred i sukobio se sa Stevenom, ali je otkrio da je ovaj usprkos starosti nevjerjatno jak, puno jači od njega. Zagor je poražen i zarobljen, te su on, Walter i Chico zatvoreni u podrumskim ćelijama ispod crkve. Tamo je Walter objasnio Zagoru da su njegovi suputnici ubijeni dva dana ranije, svaki jedne noći, žrtvovani Hagotu.
No iznenada je vrata ćelije otvorio isti čovjek s kojim su se Zagor i Chico sukobili u šumi. Sve ih je oslobodio i predstavio se kao Abraham Stock, no tada je jedan od stražara otkrio njihov bijeg. Uspjeli su izaći na gradske ulice ali su ih tamo napali svi stanovnici grada, želeći ih zarobiti žive. Chico, Walter i Abraham su zarobljeni, a Zagor je uspio pobjeći u šumu, ponjevši sa sobom medaljon koji mu je dao Abraham. Bježeći pred neprijateljima, Zagor je odglumio pad u potok, te na obali ostavio svoju košulju, što je uvjerilo njegove protivnike da je mrtav.
Iste večeri, u crkvi je pripremljen obred žrtvovanja zarobljenika. No Zagor se vratio, i dok su stanovnici bili zaokupljeni obredom u crkvi, uz pomoć zapaljenih strijela zapalio cijelo selo, kao i krov crkve. Uspaničeni stanovnici su pobjegli iz crkve i pošli gasiti požar, a Zagor je ušao u crkvu kako bi se konačno obračunao sa Stevenom. No Steven se opet pokazao prejakim za Zagora, ispunjen energijom zla koju mu je prenio Hagot. Zagor je ponovno poražen i baš kad se Steven spremao ubiti ga, Zagor je bacio Abrahamov medaljon na Crnu knjigu, Bibliju Hagotovog kulta. Knjiga se istog trena zapalila i Steven se srušio, potpuno onemoćao. Zagor je oslobodio prijatelje i pobjegli su iz crkve u plamenu koja se brzo srušila.
Dok je Novi Salem gorio, stanovnici su se spremali napasti Zagora i njegove prijatelje, vjerojatno da osvete svog vođu, kada je pred njih istrčala majka dječaka kojega je Zagor spasio o puma. Uspjela je uvjeriti svoje suseljane da se okane luđačke mržnje a Zagor im je savjetovo da se okane štovanja Hagotovog kulta koji ne može preživjeti Stevenovu smrt i uništenje crne knjige, te da napuste doline i zaborave prošlost. Pokunjeni, stanovnici Novog Salema su se razišli.
Nakon što su napustili selo u plamenu, Abraham je objasnio Zagoru, Chicu i Walteru tko je on. Jedan njegov predak, Ebenezer Stock, je bio jedan od organizatora lova na vještice u Salemu 1692. Kroz njegove dnevnike, Abraham je naučio mnogo o crnoj magiji i njezinim sljedbenicima, te o Hagotovom kultu, koji je tada počeo progoniti. Među stvarima njegova pretka bio je i medaljon, koji je kao i crna knjiga, u davna vremena vjerojatno bio izložen utjecaju magije dobra, kao što je crna knjiga bila izložena utjecaju magije zla; te je njihovim doticajem došlo do burne reakcije.
Nakon toga, nastavili su hod prema civilizaciji, dok je Abraham najavio da namjerava i dalje po svijetu progoniti sljedbenike crne magije.

## Zanimljivosti
- Walter se pojavljuje u epizodama
  - Extra Zagor (Slobodna Dalmacija): 155 Vatreno krštenje, 156 Crveni ratnik, 157 Znak hrabrosti
  - Zagor (Zlatna serija): 888 Mračna slutnja, 889 Smrtonosna potraga, 890 Hagotova moć.